# SPA 34
Le SPA 34 est un autobus conçu et réalisé par le constructeur italien SPA, firme crée en 1906 et très réputée pour ses voitures sportives de luxe et ses véhicules militaires. La société a été rachetée par le groupe FIAT en 1926 mais a conservé une certaine indépendance.
Très peu d'informations subsistent sur ce véhicule qui n'est resté en fabrication que peu de temps.
Il semble qu'il ait été construit sur le châssis du camion SPA 25C12, étant une variante plus puissante et allongée de l'autobus SPA 25C.
L'autobus SPA 34 était proposé en deux versions :
- C - avec empattement court,
- L - avec empattement long.

Les deux versions étaient équipées du moteur SPA 12 de 4,5 litres de cylindrée développant 65 ch.
L'ATAC Rome a disposé de 19 unités du Spar 34C et 59 unités du SPA 34L à partir de 1928 jusqu'en 1935.

## Le trolleybus SPA 34C de Gênes
Le SPA 34C de Gênes est le résultat unique de la transformation d'un autobus SPA 34C en trolleybus en 1939 par les techniciens de la régie des transports de Gènes, l'UITE.

## Histoire
La régie des transports municipaux de Gènes, l'UITE disposait d'autobus SPA de longue date. À partir du milieu des années 1930, alors que l'Italie, sous le régime fasciste de Mussolini, se trouvait dans un climat d'autarcie, de très nombreuses grandes villes incitées par la politique d'aide gouvernementale, lancent des programmes d'équipement en trolleybus. L'UITE de Gènes ne reste pas insensible à ce choix et lance un ambitieux programme de construction d'un réseau dès 1936. A cette époque, la population atteignait  635.000 habitants et le parc des transports urbains de l’U.I.T.E. comprenait 46 lignes de tramways, 10 lignes d'autobus essence et diesel et deux funiculaires. Tous les travaux nécessaires au nouveau réseau de trolleybus fut attribué à la société "SAER" de Milan, très expérimentée pour avoir réalisé une grande partie du réseau de l'ATM Milan.
La commande des 20 premiers matériels roulants avait conduit l'UITE à traiter avec la carrosserie Stanga de Padoue qui travaillait sur une base Isotta Fraschini F1. Mais le délai pour la livraison complète ne pouvant intervenir avant 1939 obligea la régie génoise à réduire sa commande à 8 unités et à trouver d'autres fournisseurs. La première ligne de trolleybus de la ville fut inaugurée le 13 avril 1939 mais seulement 8 trolleybus étaient disponibles. Vu la difficulté de s'approvisionner en matériaux de base en raison de l'effort de guerre, l'UITE décida de transformer dans ses ateliers un autobus SPA 34C en trolleybus en y installant un équipement électrique de traction Ansaldo. Dès 1940 les 6 trolleybus à deux essieux Fiat 635F et Alfa Romeo 500 AF ainsi que 7 trolleybus à 3 essieux Breda furent livrés.
Le réseau génois de 16,5 km opérationnel en 1940 a ainsi pu répondre à la demande des usagers, malgré la guerre, Fiat livrera en 1941 six nouveaux modèles Fiat 636F ce qui portera à 34 le nombre de trolleybus en service. A la fin de la guerre, en 1945, seuls 14 voitures sont encore en état de marche, 11 doivent être restaurées car endommagées par les bombardements, les autres ont été soit détruites soit "récupérées" par l'armée allemande ou les troupes alliées.